# Pyšel
Pyšel település Csehországban, a Třebíči járásban. Pyšel Čikov, Budišov, Pozďatín, Kamenná, Studenec, Zahrádka és Tasov településekkel határos. Lakosainak száma 475 fő (2024. január 1.).

## Népesség
A település lakosságának változását az alábbi diagram mutatja:
| Lakosok száma | 572  | 571  | 561  | 520  | 487  | 458  | 473  | 462  | 462  | 475  |
|               | 1869 | 1890 | 1921 | 1950 | 1980 | 2001 | 2017 | 2019 | 2022 | 2024 |